# Terme di Porta Marina
Le Terme di Porta Marina (IV,X,1-2), sono un complesso termale nella regio IV della città romana di Ostia.

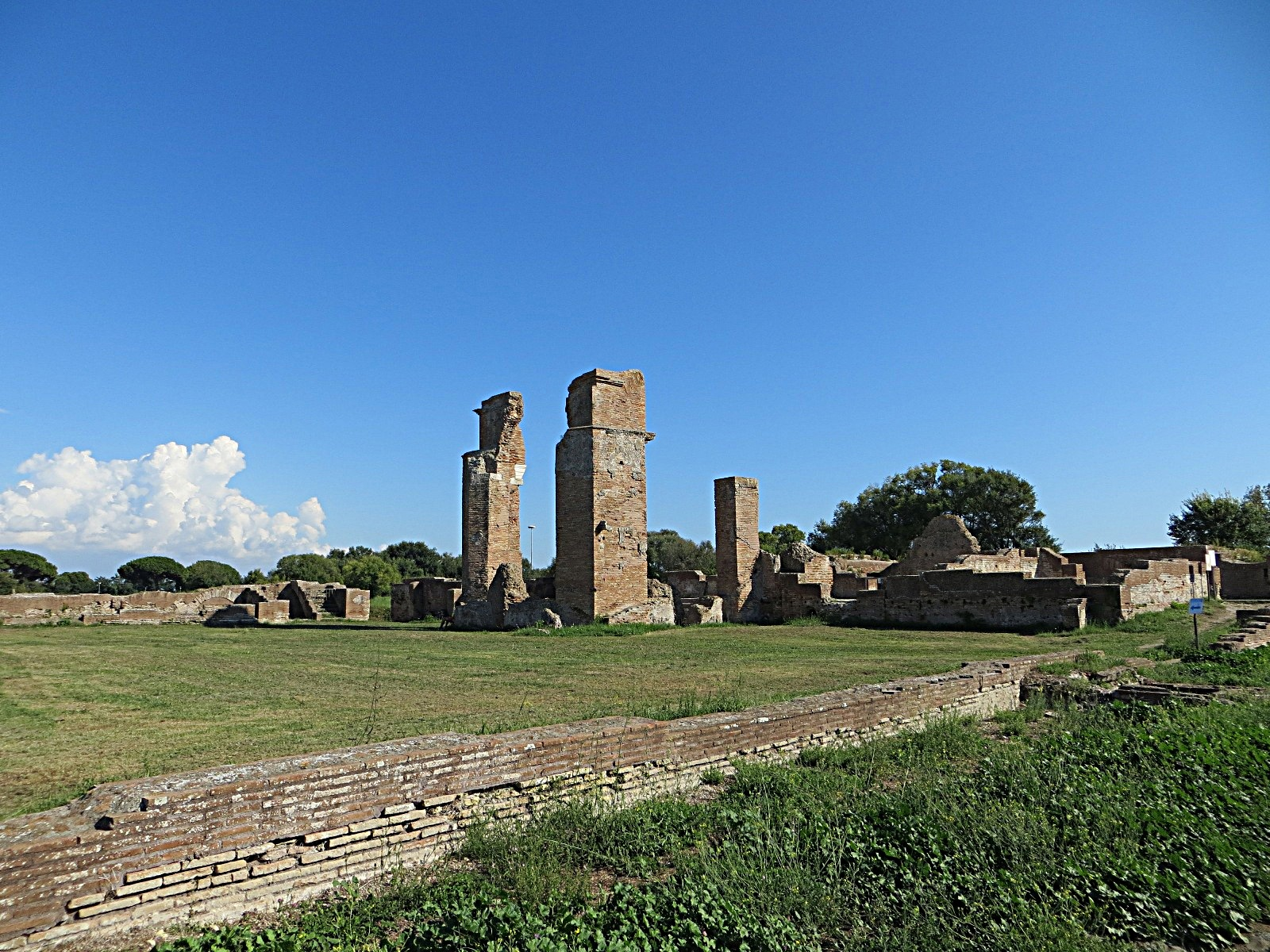
Veduta del complesso termale

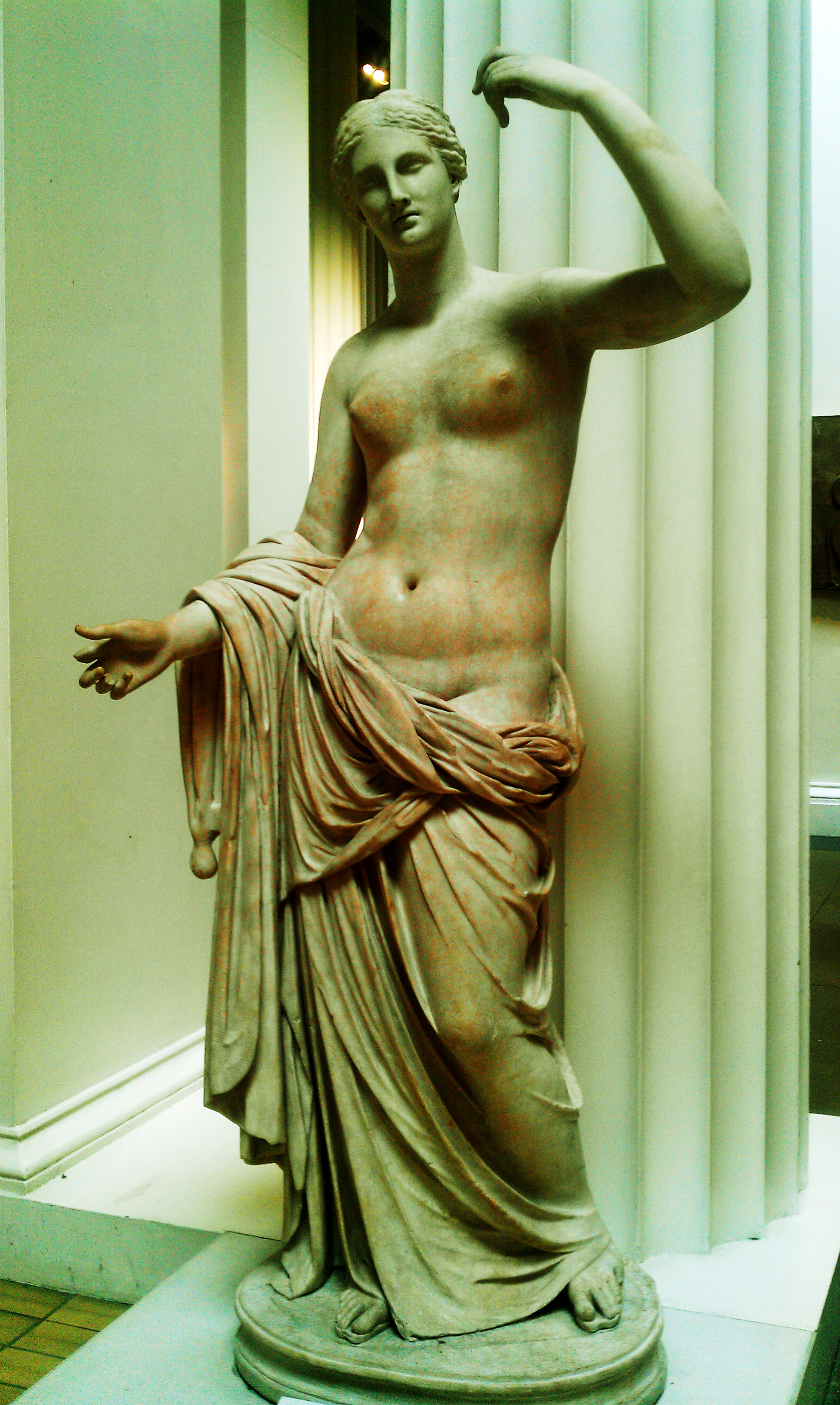
Venere Townley

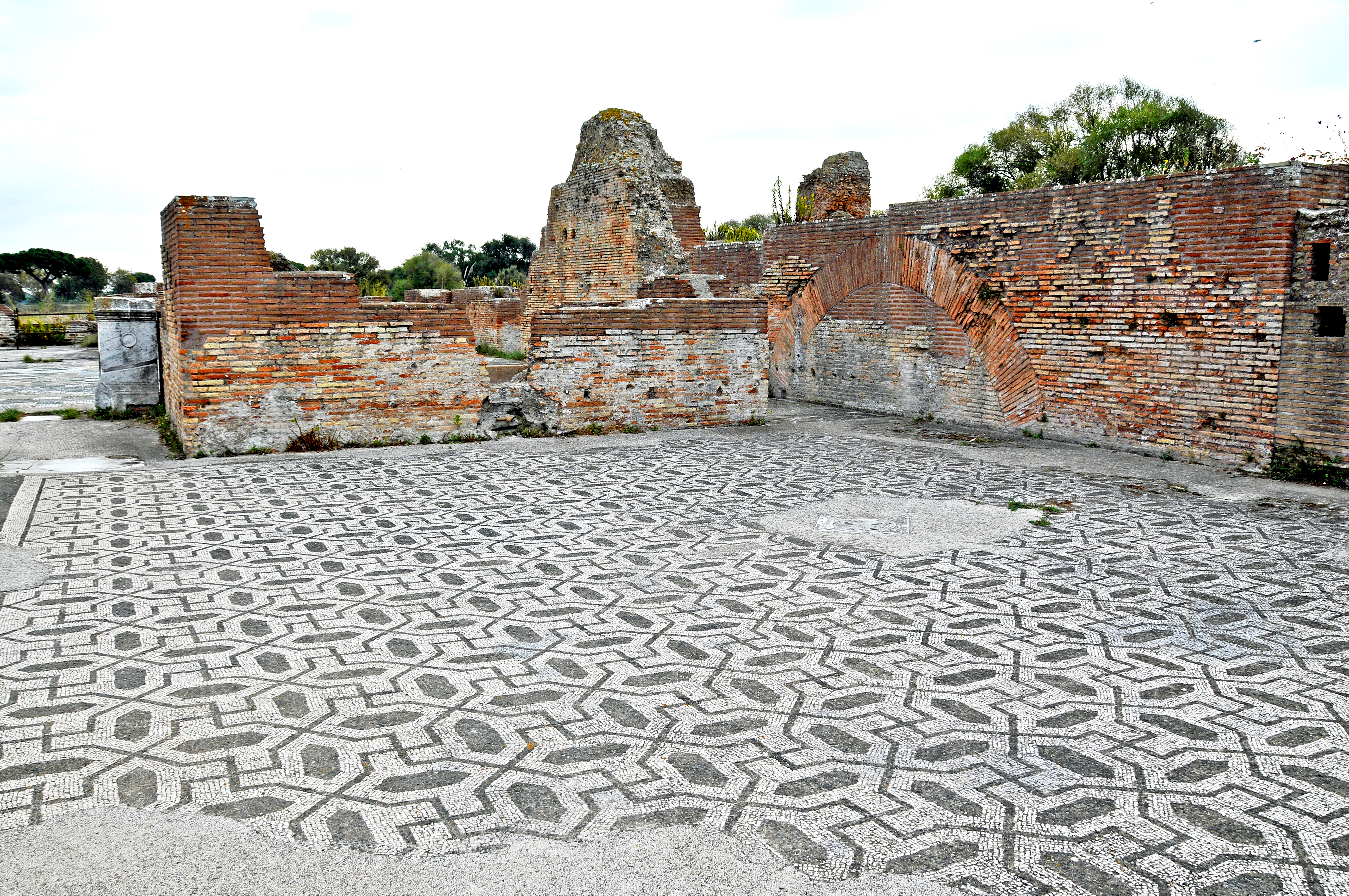
Ambiente mosaiacato

## Descrizione
Le terme si trovano fuori dalle mura cittadine, a sud est ed abbastanza distanti dalla Porta Martina, lungo quella che all'epoca era la linea della costa. A nord ovest confinano con due edifici, (IV,IX,4)e (IV,VIII,5), parzialente indagati.
Le Terme furono costruite agli inizi del II secolo d.C., come anche si desume dal ritrato della sorella di Traiano, Ulpia Marciana; il vasto complesso termale fu oggetto di ristrutturazioni e manutenzioni fino a tutto il VI secolo d.C., ossia fino all’epoca di Teodorico.
Gran parte del settore settentrionale è occupato dalla palestra, da cui si accede ad una piscina absidata e quindi al frigidarium, disposto trasversalmente rispetto alla linea di maggior sviluppo dell'edificio termale. Accanto al frigidario si trova l'apodyterion, il vestibolo principale per l'ingresso e l'uscita nei bagni pubblici. In sequenza procedendo verso la spiaggia a sud, si trovano i locali riscaldati, e quindi la parte meridionale dell'edificio, che nel IV secolo d.C. fu trasformata in un piccolo complesso termale indipendente.Un mosaico a tessere bainche e nere con raffigurati degli atleti, ornava il pavimento degli spogliatoi, mentre un mosaico policromo decorava il frigidarium.
Alle terme afferiscono diversi ritrovamenti come la Venere Townley, una scultura romana - alta 2,14 metri e realizzata in marmo proconnesio - raffigurante Venere ed in passato facente parte della collezione di Charles Townley, il quale la acquistò dall'archeologo Gavin Hamilton, che la scoprì nelle Terme nel 1775. Fu venduta al British Museum nel 1805, dove è ancora esposta.